# 独立門駅
独立門駅（トンニンムンえき）は大韓民国ソウル特別市西大門区峴底洞にある、ソウル交通公社3号線の駅。駅番号は326。終電を中心に当駅止まりの電車も運転されている。

## 駅構造
ホーム階は地下3階にあり、島式ホーム1面2線を有している。保安用にホームドアシステム（フルスクリーンタイプ）を装備する。ホームの壁面は太極旗を元にしたデザインとなっている。渡り線と留置線を持ち、列車の折り返しや留置が可能。梧琴発独立門行きの終電1編成が使用する。 
改札階は地下2階にあり、改札口は北西側（毋岳チェ寄り）と南東側（景福宮寄り）の3ヶ所ある。南東側の改札のみホームへの連絡エレベーターが設置されている。化粧室は南東側の改札内にある。
出入口は1番から5番までの計5ヶ所ある。しかし 2016年5月に3-1番出入口が開設され、6つになりました

### のりば
案内上ののりば番号は設定されていない。
| ホーム | 路線  | 行先                                    |
| ------ | ----- | --------------------------------------- |
| 上り   | 3号線 | 仏光・旧把撥・大谷・大化方面            |
| 下り   | 3号線 | 鍾路3街・高速ターミナル・水西・梧琴方面 |

## 利用状況
近年の一日平均利用人員推移は下記のとおり。
| 路線  | 路線     | 2000年 | 2001年 | 2002年 | 2003年 | 2004年 | 2005年 | 2006年 | 2007年 | 2008年 | 2009年 | 出典  |
| ----- | -------- | ------ | ------ | ------ | ------ | ------ | ------ | ------ | ------ | ------ | ------ | ----- |
| 3号線 | 乗車人員 | 9,093  | 9,325  | 9,132  | 9,109  | 9,113  | 8,515  | 8,186  | 8,183  | 8,289  | 8,104  | [ 2 ] |
| 3号線 | 降車人員 | 9,079  | 9,313  | 9,305  | 9,239  | 9,329  | 8,995  | 8,906  | 8,816  | 9,031  | 8,726  | [ 2 ] |
| 3号線 | 乗降人員 | 18,172 | 18,638 | 18,437 | 18,349 | 18,442 | 17,510 | 17,092 | 16,999 | 17,319 | 16,830 | [ 2 ] |
| 路線  | 路線     | 2010年 | 2011年 | 2012年 | 2013年 | 2014年 | 2015年 |        |        |        |        | [ 2 ] |
| 3号線 | 乗車人員 | 8,051  | 8,089  | 7,911  | 7,837  | 8,029  | 7,987  |        |        |        |        | [ 2 ] |
| 3号線 | 降車人員 | 8,777  | 8,755  | 8,035  | 7,936  | 8,198  | 8,172  |        |        |        |        | [ 2 ] |
| 3号線 | 乗降人員 | 16,828 | 16,844 | 15,946 | 15,772 | 16,227 | 16,159 |        |        |        |        | [ 2 ] |

## 駅周辺
- 金華トンネル
- 大新中学校・大新高等学校
- 大韓老人会 西大門区支会
- 独立門
- 独立門初等学校
- 社稷トンネル
- 西大門区の会
- 西大門独立公園
- 西大門刑務所歴史館
- セラン病院
- 橋南洞住民センター
- 漢城科学高等学校
- 独立門極東アパート
- 独立門三湖アパート
- 峴底高架車道

## 歴史
- 1985年7月12日 - ソウル特別市地下鉄公社3号線（当時）の駅として開業。当時は終着駅。
- 1985年10月18日 - 3号線が良才駅まで延伸開業、途中駅になる。
- 2005年1月1日 - ソウル特別市地下鉄公社がソウルメトロに改称。

## 隣の駅
ソウル交通公社
 3号線
毋岳チェ駅 (325) - 独立門駅 (326) - 景福宮駅 (327)